# Dieter Wende
Dieter Wende (* 30. März 1938 in Berlin) ist ein deutscher Journalist und Autor in der DDR.
Dieter Wende studierte Journalismus an der Universität Leipzig und arbeitete anschließend als außenpolitischer Redakteur für die Junge Welt. In dieser Funktion berichtete er aus China, Vietnam und Westeuropa. Ab 1972 war er, zuerst für die Berliner Zeitung, später für die Wochenzeitung Horizont bis 1981 in Moskau als Korrespondent eingesetzt. Danach arbeitete er als außenpolitischer Korrespondent für die Wochenpost.

## Werk
- Im Wilden Feld. Aus der Geschichte der Kosaken. Verlag der Nation, Berlin 1988, ISBN 3-373-00225-7.
- mit Franz Köhler: Alltag vor Olympia Moskau. Edition Leipzig. 1980, DNB 800464508.
- mit Franz Köhler: Die UdSSR mit den Augen des Ausländers – Rendezvous mit der BAM. APN-Verlag; Verlag der Presseagentur Nowosti, Moskau 1976, DNB 780471210.